# Поляна-Д4

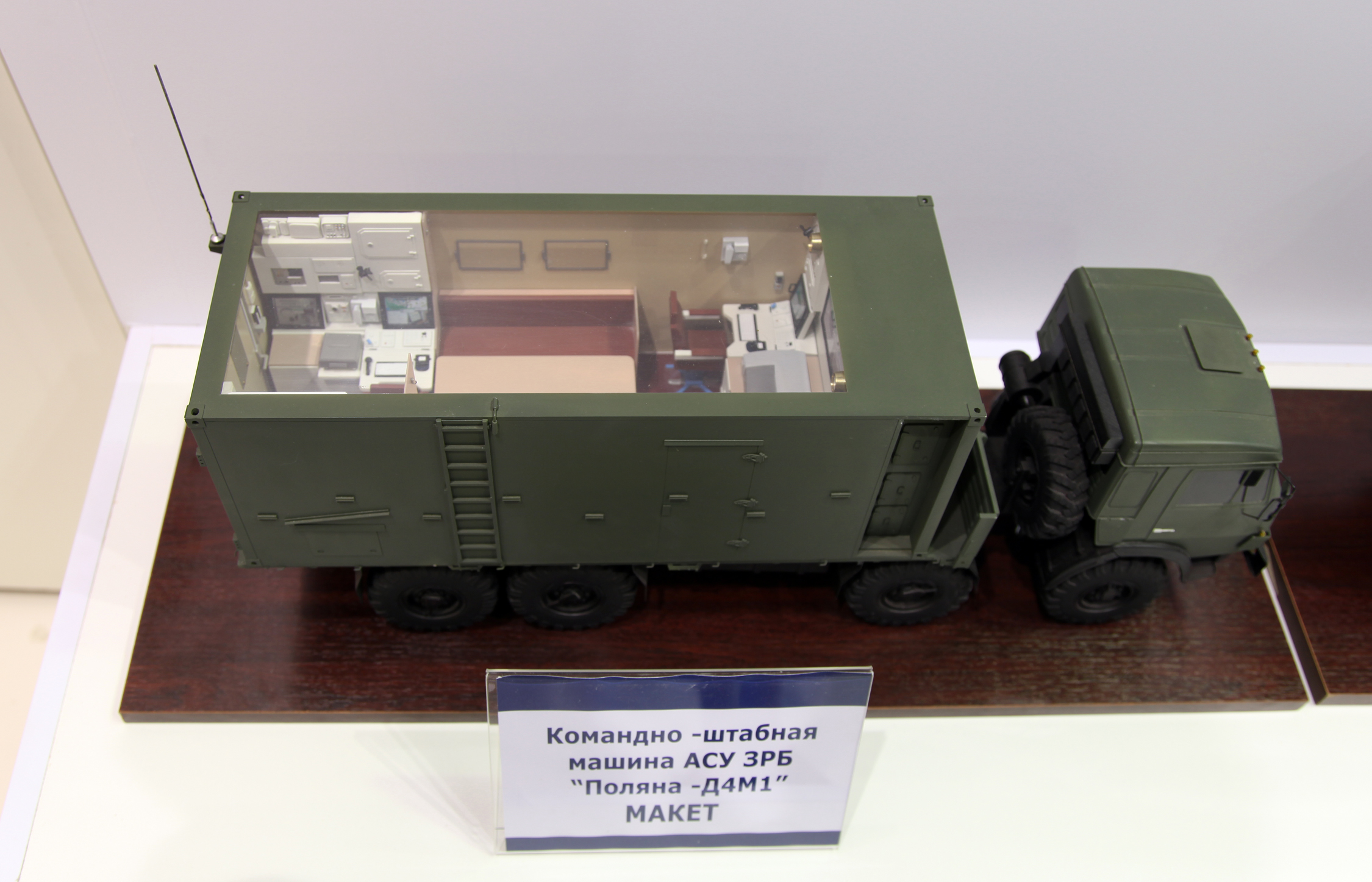
Поляна-Д4М1 (макет)

Поляна-Д4/Поляна-Д4М/Поляна-Д4М1 (Индекс ГРАУ — 9С52/9С52М/9С52М1) — автоматизированная система управления боевыми действиями зенитной ракетной бригады в составе ЗРС С-300В и/или ЗРК «Бук».
Разработка АСУ «Поляна-Д4» велась Научно-исследовательским институтом средств автоматизации Минрадиопрома. Главный конструктор системы — Г. А. Бурлаков.
Разработка началась согласно решениям Комиссии Президиума Совмина СССР по военно-промышленным вопросам от 29 июня 1977 года и от 27 августа 1981 года по заданию ГРАУ.
АСУ «Поляна-Д4» принята на вооружение Советской Армии (войска ПВО СВ) в 1986 году. Серийно производилась на Минском электромеханическом заводе (НПО «Агат») Минрадиопрома, а затем передано Пензенскому радиозаводу Минрадиопрома.

## Состав

### Поляна-Д4

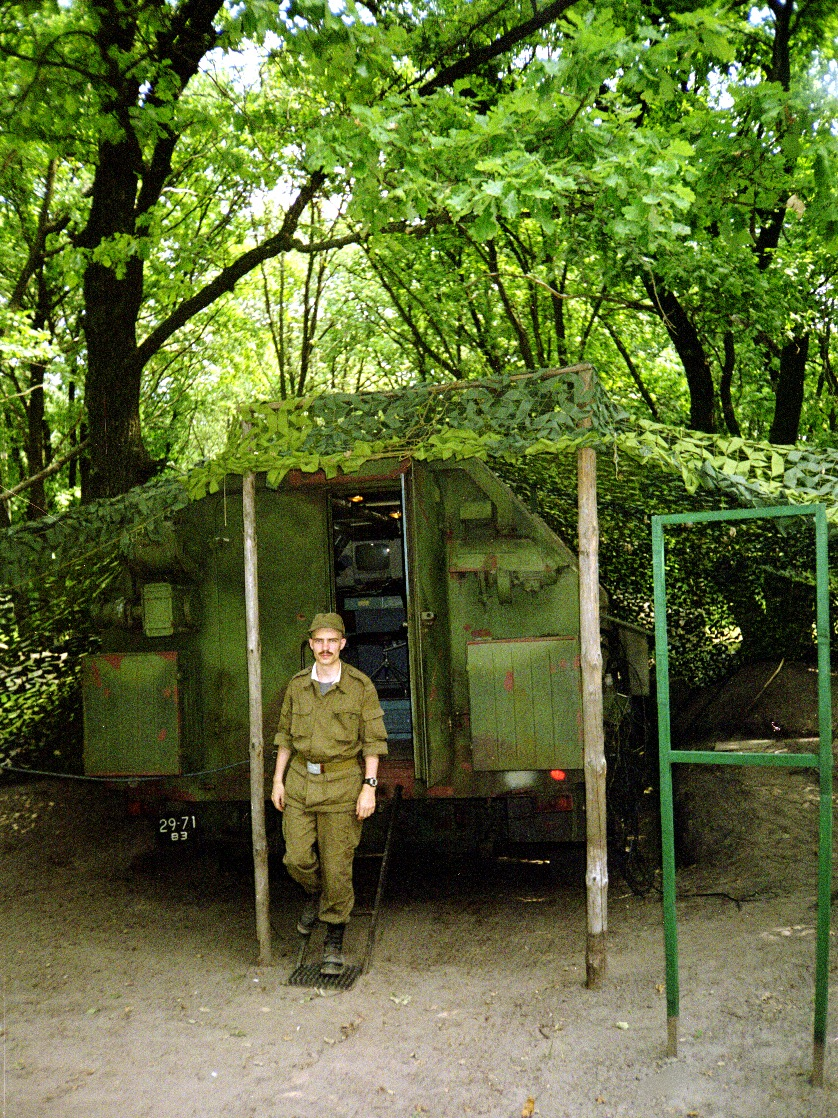
Изделие «МП-06» 53 зрбр, июль 2002

- Пункт боевого управления (ПБУ) бригады (МП06);
- Командно-штабная машина (КШМ) бригады (МП02 с прицепом КП4);
- Машина ЗИП и технического обслуживания (МП45);
- 2 × дизельные электростанции ЭД-Т400-1РАМ.

### Поляна-Д4М
- Пункт боевого управления (ПБУ МП06М) на шасси БАЗ-6950 «Основа-1»[1]
- Командно-штабная машина (КШМ МП02М) на шасси Урал-375

### Поляна-Д4М1
Поляна-Д4М1 может обрабатывать до 500 целей и сопровождать до 255 из них, имеет 20 каналов передачи данных со скоростью до 32 кбит/с. «Поляна» взаимодействует с авиационными комплексами РЛДН, командными пунктами управляемых зенитных ракетных подразделений и вышестоящих штабов – всего до 14 объектов совместной работы.

## Оборудование
- В ПБУ были установлены автоматизированные рабочие места (АРМ) командира бригады, старшего офицера, представителя авиации ВВС, оперативного дежурного, офицера боевого управления, начальника разведки бригады, оператора обработки радиолокационной информации (РЛИ), инженера и техника-связиста.
- В КШМ были установлены АРМ для заместителя командира бригады по вооружению, офицера оперативного отделения, старшего офицера оперативного отделения и не автоматизированные рабочие места для двух техников.

## Управление
АСУ «Поляна» подчинялась командному пункту ПВО фронта (ПВО армии) в составе АСУВ фронта (комплект технических средств «Редут-2П»). «Поляна» могла взаимодействовать с командным пунктом тактического соединения войск ПВО — «Луч»/«Пирамида». «Поляна» управляла:
- четырьмя или менее зенитно-ракетными дивизионами, вооруженными ЗРС С-300В (КП 9С457) или ЗРК «Бук» (КП 9С470)
- пункт управления (ПОРИ-П2 или ПОРИ-П1) радиолокационного поста из состава КП бригады
- пункт управления средствами непосредственного прикрытия бригад — ПУ-12М или УБКП «Ранжир».

«Поляна» также имеет возможность получать информацию о воздушной обстановке с авиационного комплекса радиолокационного дозора и наведения (АК РЛДН) А-50.